# 씨너스
주식회사 씨너스(Cinus)는 과거 존재하였던 대한민국의 영화관 체인 업체이다.
라틴어로 포도를 뜻하는 씨너스는 전국 31곳에 영화관을 두고 있었다. 씨너스는 2010년 메가박스를 인수하여 계열사에 편입하였으며, 2011년 5월 20일에는 메가박스와 합병하여 임시로 메가박스씨너스라는 사명을 사용하다가 하반기에 메가박스의 이름으로 완전히 통합되었다. 2008년에는 단성사와 제휴하여 씨너스 단성사로 재탄생했으나, 얼마 되지 않아 단성사는 그 해 9월 23일에 부도 처리되어 아산엠 그룹에 넘어갔다.
2004년 12월 강남 센트럴6와 분당 씨네플라자 등 기존 군소 극장 업체들이 연합하여 만든 공동 브랜드이다. 기존 극장주들이 통합 브랜드에 대한 프랜차이즈 비용을 지불하고 같은 브랜드를 공유하면서 프랜차이즈 본사가 직접 마케팅을 통합, 관리하는 형식으로 운영을 시작했다. 2008년 9월 18일 중앙일보의 계열사인 ISPlus(일간스포츠)에 인수되었다. 이후 2011년 6월 17일 ISPlus는 제이콘텐트리로 사명을 변경했다.  서울 서대문구 대현동 이화여자대학교 안에 위치한 아트하우스 모모 영화관과 파트너 극장을 맺어 통합 마일리지 시스템을 사용한 바 있다.
2011년 메가박스가 인수해 계열사가 되었다가, 피흡수합병되어 사라졌다. 브랜드는 메가박스로 통합되었다.

## 과거 점포
| 지역명         | 해당 지역 점포명 |
| 서울           | 씨너스 센트럴 / 씨너스 강남 / 씨너스 서울대 / 씨너스 이수 / 씨너스 단성사 / 씨너스 은평 / 씨너스 EOE4                             |
| 인천/경기      | 씨너스 이채 / 씨너스 분당 / 씨너스 연수 / 씨너스 평택 / 씨너스 일산 / 씨너스 인덕원 / 씨너스 남양주                               |
| 대전/충남      | 씨너스 대전 / 씨너스 천안 / 씨너스 공주                                                                                           |
| 부산/경상/대구 | 씨너스 서면 / 씨너스 오투(부산대) / 씨너스 해운대 / 씨너스 부산극장 / 씨너스 칠곡 / 씨너스 한일극장 / 씨너스 경산 / 씨너스 경남대 |
| 광주/전라      | 씨너스 전대(광주) / 씨너스 여수 / 씨너스 송천(전주) / 씨너스 남원 / 씨너스 콜롬버스 상무 / 씨너스 콜롬버스 하남                   |
| 강원           | 씨너스 원주 / 씨너스 속초 |
| 제주           | 씨너스 제주 |

## 같이 보기
- 중앙일보